# Chalcochima
Chalcochima (... – Jaquijuana, 13 novembre 1533) è stato un condottiero inca, ucciso dagli Spagnoli di Francisco Pizarro all'epoca della conquista dell'Impero andino.

## Origini
Prestigioso generale delle armate di Atahuallpa, secondo alcuni discendeva da una nobile stirpe del regno di Quito e avrebbe, in gioventù, combattuto contro gli Inca che, agli ordini di Huayna Cápac, avevano assalito il suo paese.
Riconosciuto il suo valore, l'Inca supremo, una volta terminate le ostilità ne avrebbe fatto un valente alleato, finendo per affidargli una delle più elevate cariche militari del suo esercito.

## Guerra civile
Chalcochima era il Comandante in seconda dell'esercito di Atahuallpa durante la guerra civile, tra questi e il fratello Huáscar, che infiammò l'Impero degli Inca negli anni dal 1530 al 1533.
L'artefice principale della vittoria delle genti di Quito è ritenuto Quizquiz, il generale supremo delle armate del Nord, ma lo stesso Chalcochima si distinse in numerose battaglie guadagnandosi la fama di condottiero invincibile.
Dopo la disfatta delle armate del Cuzco, le truppe di Atahuallpa occuparono la capitale e Chalcochima, insieme a Quizquiz, operò una sorta di epurazione tra le file degli sconfitti, eliminando, su ordine del suo Signore, quegli elementi che potevano rappresentare un pericolo per la sua fazione.
La cattura di Atahuallpa in Cajamarca, da parte degli Spagnoli, interruppe comunque ogni azione di consolidamento del potere e richiese un intervento diretto a sostegno dell'Inca imprigionato.
Quizquiz preferì restare al Cuzco per controllare la situazione e per sventare qualsiasi tentativo di rivincita da parte delle genti di Huascar che, seppure sconfitte, rappresentavano ancora una seria minaccia.
Chalcochima, con un potente esercito, si diresse invece verso la città di Cajamarca con l'intenzione di liberare Atahuallpa, ma giunto nei pressi delle schiere degli Spagnoli, dovette frenare la sua animosità per paura di cagionare, con la sua azione, la perdita del suo imperatore.
Mentre si aggirava nei pressi, indeciso sul da farsi, venne contattato da Hernando Pizarro, il fratello del comandante degli Spagnoli, di ritorno dal tempio di Pachacamac, sulla costa peruviana, dove era andato in cerca di tesori.
Chalcochima consegnò l'oro che aveva con sé per agevolare il riscatto del suo Signore, ma solo dopo molte insistenze, da parte dei fratelli stessi di Atahuallpa, acconsentì infine a recarsi a Cajamarca, lontano dal suo esercito.

## Incontro con Atahuallpa
Il suo incontro con Atahuallpa ci è stato tramandato da molti dei cronisti presenti.
L'anziano generale entrò nella stanza in cui l'Inca era prigioniero, scalzo, con gli occhi bassi e con un fardello sulle spalle in segno di umiltà.
Atahuallpa non lo degnò di uno sguardo e stette in silenzio ad ascoltare le sue lamentazioni come se avesse di fronte uno qualsiasi dei suoi sudditi anziché il più prestigioso dei suoi generali, limitandosi a congedarlo con un gesto.
Gli Spagnoli restarono profondamente colpiti da questa manifestazione di maestà imperiale che non veniva minimamente scalfita dalla condizione di cattività in cui versava l'Inca supremo.
Chalcochima, quale prigioniero di rango, non godette però delle medesime attenzioni che erano riservate al suo Signore. Convinti che l'anziano generale conoscesse i nascondigli in cui era celato l'oro degli Inca, gli Spagnoli arrivarono a torturarlo seppure senza esito.

## Morte
Alla morte di Atahuallpa, Chalcochima venne costretto a seguire Pizarro ed i suoi alla volta del Cuzco.
Il generale era strettamente sorvegliato perché si temeva che fosse in qualche modo in contatto con Quizquiz e che tramasse un attacco alle schiere europee.
Ogni contrarietà che ostacolava la marcia degli Spagnoli era regolarmente attribuita al suo intervento, sia che si trattasse della distruzione dei ponti sia che riguardasse qualche scaramuccia.
Quando poi morì Tupac Huallpa, l'inca fantoccio che era stato messo al posto di Atahuallpa, nessuno dubitò che fosse stato fatto avvelenare dal generale prigioniero.
Pizarro lo aveva, fino ad allora, tenuto in vita nella speranza che la sua presenza impedisse a Quizquiz di operare un attacco, ma, vista l'inutilità della sua manovra, decise di disfarsi dell'ingombrante prigioniero, per la cui scorta erano necessari almeno dieci uomini.
Nella cittadina di Jaquijuana, Chalcochima fu giudicato per tradimento e, condannato al rogo dopo una parvenza di processo, venne immediatamente messo a morte.
Il 13 novembre del 1533, a poche leghe dal Cuzco, l'anziano combattente, vincitore di tante battaglie, si avviò coraggiosamente al supplizio.
Rifiutò sdegnosamente di farsi cristiano e preferì affrontare i tormenti del fuoco invocando, ad alta voce, i suoi dei. Le sue ultime grida furono un appello a Quizquiz per chiedergli di fare vendetta.

### Testimoni oculari delle prime fasi della conquista
- Ruiz Arce (Juan de) Advertencia ... a los sucesores (1543) In COLL. AUSTRAL Madrid 1964
- Estete (Miguel de)
  - Relación del viaje ... desde el pueblo de Caxmalca a Pachacamac. (1533) In Ramusio EINAUDI, Torino 1988
  - Noticia del Perú  (1540) In COL. LIBR. DOC. HIST. PERU (2ª serie tomo 8°, Lima 1920)
- Jerez (Francisco de) Verdadera relación de la conquista del Perú (1534) In Ramusio EINAUDI, Torino 1988
- Mena (Cristóbal de) Conquista y población del Perú (1534) In Ramusio EINAUDI, Torino 1988
- Pizarro (Hernando) Carta de Hernando Pizarro (1533) In COLL. AUSTRAL Madrid 1964
- Pizarro (Pedro)  Relación del descubrimiento y conquista de los Reynos del Perú. (1571) In BIBL. AUT. ESP. (tomo CLVIII, Madrid 1968)
- Sancho de Hoz (Pedro) Relatione di quel che nel conquisto & pacificatione di queste provincie & successo...& la prigione del cacique Atabalipa.  (1534) In Ramusio EINAUDI, Torino 1988
- Trujillo (Diego de) Relación del descubrimiento del Reino del Perú (1571) in COLL. AUSTRAL Madrid 1964

### Altri storici dell'epoca
- Cieza de Leon (Pedro de)
  - Segunda parte de la crónica del Perú (1551) In COL. CRONICA DE AMERICA (Dastin V. 6°. Madrid 2000)
  - Descubrimiento y conquista del Perú (1551) in COL. CRONICA DE AMERICA (Dastin V. 18°. Madrid 2001)
- Cobo (Bernabé) Historia del Nuevo Mundo (1653) In BIBL. AUT. ESP. Tomi XCI, XCII, Madrid 1956
- Garcilaso (Inca de la Vega)
  - Commentarios reales (1609) Rusconi, Milano 1977
  - La conquista del Peru (1617) BUR, Milano 2001
- Gómara (Francisco Lopez de) Historia general de las Indias (1552) In BIBL. AUT. ESP. (tomo LXII, Madrid 1946)
- Oviedo y Valdés (Gonzalo Fernandez de) Historia General y natural de las Indias 5 Vol. in IBL. AUT. ESP. (tomi CXLVI - CLI), Madrid 1991)
- Herrera y Tordesillas (Antonio de) Historia general ... (1601 - 1615) COL. Classicos Tavera (su CD)
- Titu Cusi Yupanqui Relación de la conquista del Perú y echos del Inca Manco II  (1570) In ATLAS,  Madrid 1988